# Церква Вознесіння Господнього (Сигнівка)
Церква Вознесіння Господнього — чинна церква ПЦУ у Львові, на Сигнівці, за адресою вулиця Любінська, 83.

## Розташування
Церква Вознесіння Господнього розташована у Залізничному районі Львова, при перехресті вулиць Любінської та Івана Виговського.

## Історія
22 листопада 1998 року митрополит Львівський і Сокальський УПЦ КП Андрій (Горак) освятив каплицю на місці, де згодом постала церква Вознесіння Господнього. На першому богослужінні було всього 17 осіб, які й сформували основу парафії, відтоді кількість парафіян постійно зростає.
9 червня 2000 року відбулося освячення місця під будівництво церкви. Будівництво церкви почалось у 2002 році. Церкву будували сім років, і 22 листопада 2009 року відбулось святкове освячення.
При церкві діє недільна школа та парафіяльний хор. Парафіяни активно займаються соціальною роботою, зокрема приносять одяг, взуття для соціально незахищених людей. Від початку АТО парафія допомагає українським військовим матеріально, надає адресну допомогу парафіянам, які їдуть на передову.

## Архітектура
Церква збудована у формі куба, з розмірами 17 м у висоту та ширину. Архітектурний проєкт виконав Ігор Гнесь. У церкві є 4 круглі вікна, які розташовані на висоті 14 м, а також невеликі напіварочні вікна, що виконують функцію освітлення додаткових приміщень, які є навколо церкви. Ці приміщення використовуються для організації недільних шкіл, хрестильного  залу, для паламарів, кабінету священика, церковної комори-крамниці.
У 2011 році почався розпис церкви, який завершився у 2015 році. Над розписами працювали четверо художників: Кротенко Олександр, Дашко Іван, Родич Андрій, Шпак Арсен. На розписах церкви зображено 243 постаті святих.
У церкві містить єдиний у Львові іконостас, який розписаний також і з внутрішнього боку.